# Rakovec nad Ondavou
Rakovec nad Ondavou (bis 1927 nur „Rakovec“; ungarisch Rákóc) ist eine Gemeinde im Osten der Slowakei mit 1015 Einwohnern (Stand 31. Dezember 2024), die zum Okres Michalovce, einem Teil des Košický kraj, gehört und in der traditionellen Landschaft Zemplín liegt.

## Geographie
Die Gemeinde befindet sich im Nordteil des Ostslowakischen Tieflands am Westhang des sogenannten Hügellands von Pozdišovce (slowakisch Pozdišovská pahorkatina), das den Ostteil des Gemeindegebiets bedeckt. Gegen Westen sinkt die Höhe, wenn man den Fluss Ondava erreicht. Das Ortszentrum liegt auf einer Höhe von 146 m n.m. und ist 19 Straßenkilometer von Michalovce entfernt.
Nachbargemeinden sind Nižný Hrušov im Norden, Lesné im Nordosten, Suché im Osten, Moravany im Süden und Parchovany im Westen.

## Geschichte
Der Ort wurde zum ersten Mal 1266 als Rakouch schriftlich erwähnt. Er gehörte mehreren Geschlechtern, unter anderen war die Ortschaft zwischen 1456 und 1750 Besitz des historisch bedeutenden Geschlechts Rákóczi. Im 19. und 20. Jahrhundert besaß die Familie Szirmay einen Großteil der Ortsgüter. 1828 zählte man 123 Häuser und 899 Einwohner, die als Landwirte und Obstbauern, gegen Ende des 19. Jahrhunderts auch als Käsehersteller beschäftigt waren. 1866 brannte das ganze Dorf aus.
Bis 1918/1919 gehörte der im Komitat Semplin liegende Ort zum Königreich Ungarn und kam danach zur Tschechoslowakei beziehungsweise heute Slowakei.

## Bevölkerung
| Jahr                | 1994 | 2004    | 2014    | 2024    |
| ------------------- | ---- | ------- | ------- | ------- |
| Anzahl der Personen | 1090 | 1086    | 1042    | 1015    |
| Unterschied         |      | −0,36 % | −4,05 % | −2,59 % |

| Jahr                | 2023 | 2024    |
| ------------------- | ---- | ------- |
| Anzahl der Personen | 1009 | 1015    |
| Unterschied         |      | +0,59 % |

Nach der Volkszählung 2011 wohnten in Rakovec nad Ondavou 1096 Einwohner, davon 1008 Slowaken, neun Magyaren, vier Roma, drei Tschechen sowie ein Pole. Ein Einwohner gab eine andere Ethnie an und 70 Einwohner machten keine Angabe zur Ethnie.
549 Einwohner bekannten sich zur griechisch-katholischen Kirche, 340 Einwohner zur römisch-katholischen Kirche, 16 Einwohner zur Evangelischen Kirche A. B., neun Einwohner zur orthodoxen Kirche und acht Einwohner zu den Zeugen Jehovas; zwei Einwohner bekannten sich zu einer anderen Konfession. 24 Einwohner waren konfessionslos und bei 148 Einwohnern wurde die Konfession nicht ermittelt.

## Bauwerke
- griechisch-katholische Kirche aus dem Jahr 1760
- römisch-katholische Kirche aus dem Jahr 1999
- Landschloss der Familie Szirmay im gemischten barock-klassizistischen Stil aus dem 18. Jahrhundert